# Pleurodema somuncurense
Pleurodema somuncurense is een kikker uit de familie fluitkikkers (Leptodactylidae). Het was lange tijd de enige soort uit het geslacht Somuncuria. De kikker werd voor het eerst wetenschappelijk beschreven door José Miguel Alfredo María Cei in 1969. Oorspronkelijk werd de wetenschappelijke naam Telmatobius somuncurensis gebruikt. De wetenschappelijke soortnaam was lange tijd Somuncuria somuncurensis. De soortaanduiding somuncurense verwijst naar het Somuncura Plateau, waar het dier voorkomt.
Pleurodema somuncurense is endemisch in Argentinië. De soort is aangetroffen op een hoogte van 500 tot 700 meter boven zeeniveau. De kikker heeft zich aangepast op een leven in het water en is sterk aquatisch. In gecultiveerde gebieden wordt de soort niet gezien. De kikker is vrij zeldzaam en staat bekend als sterk bedreigd, verondersteld wordt dat de soort in aantal achteruit gaat.
Bedreigingen zijn onder andere de introductie van roofvissen en daarnaast is de veehouderij een bedreiging, onder andere door watervervuiling.